# Петровский (Азовский район)
Петровский — хутор в Азовском районе Ростовской области.
Входит в состав Кагальницкого сельского поселения.

## География
Расположен в 5 км севернее районного центра — города Азов, на правом берегу Дона.
На хуторе имеется одна улица: Денисова.

## Население
| 1989 | 2002 | 2010 |
| ---- | ---- | ---- |
| 43   | ↗63  | ↘47  |

### Интересные люди
Неонила Васильевна (известна как Баба Нила) - известная казачья танцовщица, певица, бабушка нескольких внуков и гордость хутора. 